# Риба лав
Риба лав (Pterois) је род отровних морских риба из породице шкрпина, потекао са Индо-Пацифика. Назив риба лав добиле су по својим бодљама које подсећају на лава. Карактеришу се видљивом палетом упозоравајућих боја. На њиховом телу налазе се црвене, беле, беж, жуте, наранџасте или црне пруге, док су отровне бодље на перајима. Pterois врсте су популарне акваријумске рибице. Pterois radiata, Pterois volitans и Pterois miles су најчешће проучаване врсте у роду. Pterois volitans и Pterois miles су однедавно и значајне инвазивне врсте на западу Атлантика, Карипског и Средоземног мора.

## Класификација
Тренутно постоји дванаест познатих врста овог рода:
- Pterois andover G. R. Allen & Erdmann, 2008
- Pterois antennata (Bloch, 1787)
- Pterois brevipectoralis (Mandritsa, 2002)
- Pterois cincta Rüppell, 1838[5]
- Pterois lunulata Temminck & Schlegel, 1843
- Pterois miles (J. W. Bennett, 1828)
- Pterois mombasae (J. L. B. Smith, 1957)
- Pterois paucispinula Matsunuma & Motomura, 2014[6]
- Pterois radiata G. Cuvier, 1829[5]
- Pterois russelii E. T. Bennett, 1831
- Pterois sphex D. S. Jordan & Evermann, 1903
- Pterois volitans (Linnaeus, 1758)

## Галерија
- Pterois antennata
- Pterois lunulata
- Pterois miles

- Pterois mombasae
- Pterois radiata
- Pterois volitans

## Опис
Риба лав у Атлантику је дужине од 5 до 45 центиметара, масе 0,025—1,3 килограма. Позната је по својој лепоти, отровним бодљама и јединственим пипцима. Младе рибе лавови имају јединствени пипак који се налази изнад очних дупљи, који фенотипски варира између врста. Овај пипак има улогу у привлачењу плена и у сексуалној селекцији.

## Екологија и понашање
Ова врста може живети од пет до петнаест година. Женке испуштају двe количине слузи испуњене јајима, које често могу да садрже чак 15.000 јаја. Број студија о репродуктивним навикама Pterois се значајно повећао у последњој деценији. Све врсте рибе лава су упадљивих боја са пругама и широким бодљама, што наглашава њихову способност одбране.

## Исхрана
Рибе лавови су месождери. Веће врсте се хране углавном ситним рибама попут главочи, слингурки, Pempheridae или Apogonidae. Мање врсте се углавном хране малим раковима. Могу јести чак и младе главоношце. Плен углавном потискују ка стени ширењем грудних пераја, и усисавају га наглим отварањем уста. Често лове и у групи. Приликом групног лова, плен окруже у малим ројевима. Деле свој мртав плен правично.

## Животни циклус
Живе од десет до петнаест година.

## Станиште
Риба лав живи у стенама и коралним гребенима тропског Индо-Пацифика и Црвеног мора. Неке врсте имају врло широку дистрибуцију, док друге, као што су хавајска риба лав и ендемска риба лав, живе само у врло малом подручју. Младе рибе гостују у мангровима. Скоро све врсте живе искључиво седећи у плиткој води, а велики примерци често попуњавају олупине. Две Pterois врсте, Pterois volitans и Pterois miles однедавно су постале инвазивне врсте у западном Атлантском океану, на источној обали САД, од Флориде до Њујорка, а посебно се шире код Кариба. Pterois volitans чини око 93% инвазивног становништва у западном Атлантику. До инвазије је дошло јер је неко од акваријумских власника пустио своје примерке рибе лава или су се јаја ове рибе (која веома подсећају на планктоне) пренела преко баластних вода које су коришћене у бродовима. Pterois miles сада мигрира кроз Суецки канал у југоисточни медитеран. Ова врста је у року од годину дана целе обале Кипра окренула (од 2016. године).

## Репродукција
живи у групама са доминантим мужјаком и неколико малих мужјака и женки. Зебра риба лав живи усамљена и састаје се са другим рибама само у одређеним зонама за састанак. Удварање почиње након жестоке борбе мужјака након заласка сунца. Мужјаци постају тамни током удварања док женке светле. Током мрешћења, женкама је трбух натечен и сребрнасте боје. Партнери пливају на површини воде, лежећи на својој страни и у исто време гурну јаја и семена. Од 2.000 до 15.000 јаја плови заједно у виду желатинасте масе. Ларве након 24—36 сата су дужине 1—1,5 милиметара. Након четири дана њихово грудно пераје је већ значајно порасло и полако почињу да се хране. Када достигну дужину од 1 центиметра одлазе у камен или корални гребен и тамо воде живот скривајући се. Младунци често поседују шаре у облику очију на перајима.

## Отров
Отров се налази у тешким млазевима у 13 леђних пераја, 3 анална пераја и 2 вентрална пераја. Постоје два уздужна жлеба која су постављена у горње две трећине са отровним жлезданим ткивима. Бразде и жлездана ткива су прекривена танком кожом. Канали за контролу отрова не постоје. Када дође до кидања коже, отров се истискује из жлезда. Отров садржи ацетилхолин, који изазива грчење мишића, такође ове рибе имају и непознати отров. Иако није фаталан за човека, убод шиљка је веома болан и изазива главобоље, повраћање и тешкоће у дисању. Најгори бол прође за сат времена, али га неки људи осећају недељама. Отров се не користи за хватање плена, већ само за одбрану. У случају опасности, риба лав протеже своја отровна пераја против нападача, у супротном бива поједена од предатора. Шкарпине, Fistularia и грдобина или разне јегуље их гутају целе. Морско прасе уједа рибу лава, а затим једе његове делове.